# Iván Gabrich
Iván César Gabrich (Chovet, Santa Fe, Argentina 28 de agosto de 1972)es un exfutbolista argentino. Jugó en Argentina para Newell's Old Boys y Huracán, en los Países Bajos para el Ajax Ámsterdam, en España para el Mérida, el Extremadura y el Mallorca, en Chile para Universidad Católica y en Brasil para el Vitória de Salvador de Bahía.

## Clubes
| Club                 | País         | Temporada | Partidos | Goles |
| -------------------- | ------------ | --------- | -------- | ----- |
| Newell's Old Boys    | Argentina    | 1991-1996 | 103      | 30    |
| Ajax Ámsterdam       | Países Bajos | 1996-1997 | 10       | 0     |
| Mérida               | España       | 1997-1998 | 34       | 1     |
| Extremadura          | España       | 1998-1999 | 32       | 2     |
| Mallorca             | España       | 1999-2000 | 5        | 0     |
| Huracán              | Argentina    | 2000      | 25       | 5     |
| Vitória              | Brasil       | 2000      | 10       | 0     |
| Huracán              | Argentina    | 2000-2001 | 24       | 5     |
| Universidad Católica | Chile        | 2001-2003 | 50       | 15    |

## Palmarés

### Campeonatos nacionales
| Título          | Club                 | País  | Año  |
| --------------- | -------------------- | ----- | ---- |
| Torneo Apertura | Universidad Católica | Chile | 2002 |